# San Luis Tecuautitlán
San Luis Tecuautitlán är en småstad i kommunen Temascalapa i delstaten Mexiko i Mexiko. Samhället hade 6 058 invånare vid folkräkningen 2020 och var kommunens tredje folkrikaste samhälle. Stadens befolkning har ökat med nästan 1 000 invånare de senaste 15 åren.

## Historia
Samhället grundades under förcolumbiansk tid. Under kolonialtiden var det spanska inflytandet närvarande i området stort och få äldre byggnader eller artefakter finns bevarade trots närheten till Teotihuacán.

### Etymologi
Te-cuauh-titlan, kommer från nahuatl. Tetl betyder sten, cuauhuitl betyder träd eller skog och titlán är ett sammansatt verb som betyder mellan. Ortsnamnet kan alltså översättas ungefär till "Mellan stenträden".

## Samhälle
San Luis Tecuautitlán har åtta skolor. Förskolor, grundskolor och sekundärutbildning samt två högskolor.